# Estadio Municipal Fernando Arámbulo Santín
El Estadio Municipal Fernando Arámbulo Santín es un estadio multiusos ubicado en el distrito de Tambogrande, en la provincia de Piura en el departamento de Piura. Aquí, el Cultural Locuto y el Sport Locuto juegan sus partidos de local en la Copa Perú.

## Descripción
Ubicado en la avenida Andrés Rázuri de Tambogrande, el estadio tiene capacidad para albergar en su tribuna preferencial a aproximadamente 1000 espectadores.